# Hänsel und Gretel
Hänsel und Gretel is een opera uit 1893 van de Duitse componist Engelbert Humperdinck (1854-1921), die hem omschreef als een sprookjesopera. Het libretto werd geschreven door Adelheid Wette, de zus van Humperdinck, en is gebaseerd op het sprookje van Hans en Grietje van de gebroeders Grimm. Wette stelde haar broer voor om muziek te schrijven voor liedjes gebaseerd op Hans en Grietje die ze vanwege kerst voor haar kinderen had geschreven. Na verschillende aanpassingen groeiden de toneelscènes en liedjes uit tot een volwaardige opera.
De opera wordt bewonderd om de ingenieuze verwerking van bestaande volksliedjes. Een van de bekendste is het avondgebed van de tweede akte. Humperdinck had speciale belangstelling voor volkswijzen en heeft er vele bewerkt tot kunstlied. In muzikaal opzicht is Hansel und Gretal bepaald geen eenvoudige 'kinderopera', want qua stijl en structuur is Humperdincks werk sterk beïnvloed door de muziekdrama's van Richard Wagner, wiens assistent hij was in Bayreuth van 1880 tot 1883. 
Humperdinck componeerde Hänsel und Gretel in Frankfurt in 1891 en 1892. De opera werd voor het eerst opgevoerd in het Hoftheater in Weimar op 23 december 1893, gedirigeerd door Richard Strauss. De opera is sinds de eerste uitvoeringen aan Kerst verbonden en wordt ook tegenwoordig vaak uitgevoerd rond Kerstmis.

## Rollen

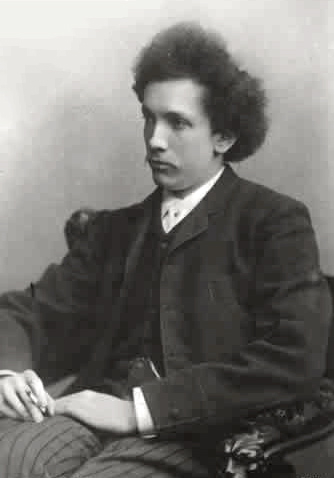
Strauss in 1894, 30 jaar.

| Rol                 | Zangstem                  | Premierebezetting, 23 december 1893 Dirigent: Richard Strauss |
| ------------------- | ------------------------- | ------------------------------------------------------------- |
| Peter, bezemmaker   | bariton                   | Ferdinand Wiedey                                              |
| Gertrud, zijn vrouw | mezzosopraan              | Luise Tibelti                                                 |
| Hänsel              | mezzosopraan              | Ida Schubert                                                  |
| Gretel              | sopraan                   | Marie Kayser                                                  |
| De peperkoekenheks  | mezzo-sopraan             | Hermine Finck                                                 |
| Zandman slaapfee    | sopraan                   | Frl. Hartwig                                                  |
| Dauwman, de dauwfee | sopraan                   | Frl. Hartwig                                                  |
| Echokoor            | drie sopranen, twee alten |                                                               |
| Kinderkoor          |                           |                                                               |
| Ballet (14 engelen) |                           |                                                               |

1. 1 2  Hoewel de vader en moeder in het muziekblad namen hebben, worden hun namen op het toneel nooit genoemd, ook niet als ze tegen elkaar praten
2. ↑  De rol van de heks wordt soms door een tenor gezongen,[2][3] of de rollen van moeder/heks door dezelfde zanger.[4]

## Verhaal

### Eerste akte

#### Scène 1: Thuis
Gretel breit een sok, en Hänsel maakt een bezem. Gretel zingt in zichzelf tijdens het werken. Hänsel plaagt haar, met het zingen op hetzelfde wijsje over hoeveel honger hij heeft. Hij wenst dat moeder snel thuiskomt. Gretel vertelt hem stil te zijn en herinnert hem aan wat hun vader altijd zegt: "Wanneer de nood het grootst is, strekt God zijn helpende hand uit." Hänsel klaagt dat je woorden niet kunt eten, en Gretel vrolijkt hem op door een geheimpje te verklappen: Buren hebben moeder een kan melk gegeven, en vanavond zal ze voor hen rijstebrij maken voor het eten! Hänsel, opgewonden, proeft van de room op de melk. Gretel berispt hem en zegt dat hij weer aan het werk moet gaan. Hänsel antwoordt dat hij niet wil werken, maar wil dansen! Gretel stemt toe en samen dansen ze in het rond.

#### Scène 2
De moeder komt thuis, en ze is boos als ze ontdekt dat Hänsel en Gretel niet gewerkt hebben. Terwijl ze dreigt hen met een stok te slaan, stoot ze de kan met melk om. Moeder stuurt Hänsel en Gretel naar het behekste Ilsenstein-woud om aardbeien te plukken. Eenmaal alleen uit ze haar zorgen dat ze niet in staat is kinderen te voeden en vraagt God om hulp.

#### Scène 3
Van verre zingt de vader hoe hongerig hij is. Hij strompelt dronken het huis binnen en kust moeder hardhandig. Zij duwt hem opzij en scheldt hem uit omdat hij dronken is. Hij verrast haar met een feestelijk pakket: ham, boter, meel, worst, veertien eieren, bonen, uien, en een pak koffie! Hij legt haar uit dat achter het woud bijna een feest zal plaatsvinden, en dat iedereen vooraf alles schoonmaakt. Hij ging van huis tot huis en verkocht zijn bezems voor goede prijzen. Terwijl ze feestvieren, stopt hij plotseling en vraagt waar de kinderen zijn. De moeder verandert het onderwerp naar de gesneuvelde melkkan, en nadat ze het verhaal verteld heeft lacht hij, maar vraagt weer naar de kinderen. Zij vertelt hem dat ze in het Ilsenstein-woud zijn. De vader vertelt bang dat dat de plaats is waar de duivelse peperkoekheks (letterlijk, "knabbelheks") woont. Zij verleidt kinderen met koek en snoepen gooit ze in haar oven, waar ze in peperkoek veranderen en eet ze op. Vader en moeder snellen naar het woud om hun kinderen te vinden.

### Tweede akte
Een instrumentale interlude verbindt de eerste en de tweede akte, zodat deze zonder pauze kunnen worden opgevoerd.

#### Scène 1: In het woud, zonsondergang.
Gretel maakt een bloemenkroon terwijl ze in zichzelf zingt. Hänsel zoekt aardbeien. Terwijl Gretel haar kroon afmaakt, vult Hänsel zijn mand. Gretel probeert de kroon op Hänsel te zetten, maar zegt erbij dat jongens niet hiermee spelen, en Hans zet hem op haar hoofd. Hij vertelt haar dat ze eruitziet als de Koningin van het woud, en ze zegt dat als dat zo is, hij haar een boeket moet geven. Hij biedt haar de aardbeien aan. Ze horen een koekoek roepen, en ze beginnen de aardbeien te eten. Als de mand leegraakt, vechten ze voor de resterende aardbeien, en ten slotte grijpt Hänsel de mand en propt de restjes in zijn mond. Gretel berispt hem en vertelt hem dat moeder boos zal worden. Ze probeert te zoeken naar meer, maar het is te donker om het nog te zien. Hänsel probeert de weg terug te vinden, maar hij het lukt hem niet. Als het bos donkerder wordt, worden Hans en Gretel bang, en denken dat er iets naderbij komt. Hänsel roept: "Wie is daar?" en een koor van echo's roept terug "Hij is daar!" Gretel roept, "Is er iemand daar?" en de echo antwoord, "Daar!" Hänsel probeert Gretel te troosten, maar als een kleine man uit het bos tevoorschijn komt, schreeuwt ze.

#### Scène 2
De zandman, die net uit het bos komt gelopen, vertelt de kinderen dat hij zielsveel van hen houdt, en dat hij is gekomen om ze te laten slapen. Hij strooit zandkorrels in hun ogen. Als hij weer gaat, kunnen ze nauwelijks hun ogen openhouden. Gretel herinnert Hänsel eraan hun avondgebed op te zeggen. Na het bidden vallen ze in slaap op de bosbodem.

#### Scène 3
Traumpantomime. Veertien engelen dalen neer en omringen de kinderen om ze te beschermen terwijl ze slapen. Ze ontvangen een geschenk. Het bos is gevuld met een intens licht als het doek valt.

### Derde akte

#### Scène 1: In het woud.
De dauwfee komt de kinderen wakker maken. Ze sprenkelt dauw op hen, zingt over hoe geweldig het is om in de ochtend te leven met de schoonheid van het haar omringende bos, en vertrekt als de kinderen zich bewegen. Gretel wordt als eerste wakker, en wekt de slaperige Hänsel. Ze vertellen elkaar hun gezamenlijk droom, van engelen die hen beschermden terwijl ze sliepen.

#### Scène 2
Plotseling merken ze achter zich een geweldig peperkoekenhuis! De dakpannen zijn van koek, de ramen zijn van drop, en de muren zijn versierd met koekjes. Aan de linkerkant is een oven, aan de rechterkant is een kooi, en rondom is een hek van peperkoekpoppen. Niet in staat om de verleiding te weerstaan, breken ze een beetje van het huis af en knabbelen erop.

#### Scène 3
Als de kinderen knabbelen, roept een stem "Knibbel, knabbel, knuisje! Wie knabbelt er aan mijn huisje?" Hänsel en Gretel besluiten dat de stem van de wind moet zijn geweest, en ze beginnen verder het huis op te eten. Als Hans een ander stuk afbreekt van het huis, roept de stem weer "Knibbel, knabbel, knuisje! Wie knabbelt er aan mijn huisje?". Hänsel en Gretel negeren de stem, en blijven eten. De heks komt uit het huis en vangt Hänsel met een touw. Als Hänsel probeert te ontsnappen , legt de heks uit dat ze Rosine Leckermaul is (letterlijk "Rosina Lekkerbek"), en dat ze niets liever wil dan de kinderen met snoep te voeden. Hänsel en Gretel vinden de heks verdacht, Hänsel maakt zichzelf los van het touw en hij en Gretel proberen weg te lopen.
De heks neemt haar toverstokje en schreeuwt: "Stop!" Hänsel en Gretel bevriezen ter plekke. Met behulp van de staf leidt de heks Hänsel naar de kooi. De heks laat hem daar achter, stijf en langzaam bewegend. Ze vertelt Gretel redelijk te zijn, en dan gaat de heks naar binnen om rozijnen en amandelen te halen om Hänsel vet te mesten. Hänsel fluistert Gretel om te doen alsof ze de heks gehoorzaamt. De heks komt terug, en zegt zwaaiend met haar toverstokje: "Hocus pocus, holderbush! Verslap, stijve spieren, hush!" Met behulp van de staf dwingt de heks Gretel om te dansen, dan draagt ze haar op het huis in te gaan om de tafel te dekken. Hänsel doet alsof hij slaapt, en de heks, overmand door opwinding, beschrijft hoe ze van plan is om Gretel te koken en op te eten.
De heks maakt Hänsel wakker en vraagt hem zijn vinger te laten zien. Hij steekt in plaats daarvan een botje uit en zij bevoelt dit. Teleurgesteld dat hij zo dun is vraagt de heks Gretel om rozijnen en amandelen te brengen. Terwijl de heks Hänsel probeert te voeden steelt Gretel de staf uit de zak van de heks. Zwaaiend richting Hänsel fluistert Gretel: "Hocus pocus, holderbush, maak de stijve spieren los, hush!" Als de heks zich omdraait om te ontdekken wat het geluid is, ontdekt Hänsel dat hij weer vrij kan bewegen.
De heks vraagt Gretel een kijkje te nemen in de oven om te zien of de peperkoek al klaar is. Hänsel roept zachtjes naar haar om voorzichtig te zijn. Gretel beweert dat ze niet weet wat de heks bedoelt. De heks vertelt haar dat ze zich een beetje naar voren moet buigen met haar hoofd. Gretel zegt dat ze "een gans" is en het niet begrijpt en vraagt de heks het haar voor te doen. De heks, gefrustreerd, opent de oven en leunt naar voren. Hänsel springt uit de kooi, hij en Gretel duwen de heks in de oven en ze dansen. De oven begint te knetteren en de vlammen branden fel, waarna alles met een luide flits ontploft.

#### Scène 4
Rondom Hänsel en Gretel veranderen de peperkoekpoppetjes weer in kinderen. Ze slapen en zijn niet in staat om te bewegen, maar ze zingen naar Hänsel en Gretel, met de vraag om aangeraakt te worden. Hänsel is bang, maar Gretel strijkt één op de wang, en hij wordt wakker, maar is nog steeds niet in staat om te bewegen. Hänsel en Gretel raken alle kinderen aan. Dan neemt Hänsel het toverstokje van de heks en zwaait ermee. Hij roept de magische woorden, en de kinderen worden bevrijd uit de ban.

#### Scène 5
In de verte roept de vader Hänsel en Gretel. Vader en moeder komen tevoorschijn en omhelzen Hänsel en Gretel. Intussen trekken de peperkoekkinderen uit de ruïnes van de oven de heks, die veranderd is in peperkoek. Vader verzamelt Hänsel, Gretel en de andere kinderen en maant hen om dit wonder te aanschouwen. Hij legt uit dat dit is de straf is van de hemel voor kwade daden en herinnert hen aan het gezegde: "Als de nood het hoogst is, steekt God zijn helpende hand uit."